# Saint-Sorlin-en-Bugey
Saint-Sorlin-en-Bugey – miejscowość i gmina we Francji, w regionie Owernia-Rodan-Alpy, w departamencie Ain.

## Demografia
Według danych na styczeń 2012 roku gminę zamieszkiwało 1116 osób, a gęstość zaludnienia wynosiła 123 osoby/km².